# Léonce de Saint-Martin

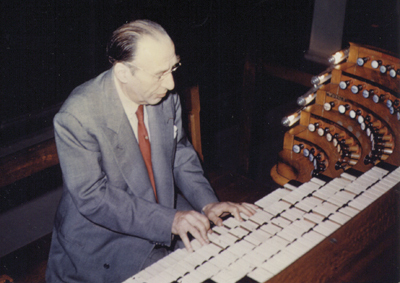
Léonce de Saint-Martin am Spieltisch der Cavaillé-Coll-Orgel der Kathedrale Notre Dame de Paris

Léonce de Saint-Martin (* 31. Oktober 1886 in Albi; † 10. Juni 1954 in Paris) war ein französischer Komponist und Organist. Er war von 1937 bis 1954 Titularorganist der Orgel von Notre Dame de Paris.

## Leben
Léonce de Saint-Martin wurde 1886 im château de Fonlabour bei Albi geboren. Bereits mit 14 Jahren wurde er Aushilfsorganist an der Kathedrale von Albi. Auf Wunsch seines Vaters studierte er jedoch zunächst Rechtswissenschaften und erlangte 1906 die licence in Montpellier. Ab 1920 vertrat er regelmäßig Marcel Dupré als Organist der Kathedrale Notre-Dame de Paris und wurde 1924 auch offiziell Assistenzorganist von Louis Vierne. Er konzertierte seitdem regelmäßig in Europa.
Mit dem Tod Louis Viernes an der Orgel von Notre Dame während eines Konzerts (1937) wurde dessen Stelle als Titularorganist frei. Vierne selbst hatte für seine Nachfolge einen Wettbewerb gewünscht. 55 Organisten unterschrieben daraufhin eine Petition, in der ein Wettbewerb gefordert wurde. Dessen ungeachtet vergab das Domkapitel die Stelle an Saint-Martin. Saint-Martin war seitdem eine persona non grata des Pariser Musiklebens. Er gab weiterhin international Konzerte und komponierte. Am Pfingstsonntag 1954 spielte er zum letzten Mal in Notre Dame und verstarb am 10. Juni in Paris. Er wurde auf dem Cimitière des Planques in seiner Heimatstadt Albi beigesetzt.

## Kompositionen
| Opus | Jahr      | Stück | Besetzung                                            | Anmerkungen                                                       |
| ---- | --------- | --- | ---------------------------------------------------- | ----------------------------------------------------------------- |
| 1    | 1903      | Marche Triomphale | Klavier                                              |                                                                   |
| 2    | 1906      | Légende Castillonaise | Klavier                                              |                                                                   |
|      | 1906      | Ave Maria | Gesang und Klavier                                   | verschollen                                                       |
| 3    | 1907      | Prière à Sainte Cécile | Klavier                                              |                                                                   |
| 4    | 1908      | Gaule et France | Soli, Chor und Begleitung                            | Allegorie in Zehn Bildern nach einer Dichtung von Georges de Lys. |
|      | 1910      | Soir d'automne | Gesang und Klavier                                   |                                                                   |
|      | 1914      | Veni creator spiritus | Gesang und Begleitung                                |                                                                   |
| 7    | 1929      | Tu es Petrus | Chor und 2 Orgeln                                    |                                                                   |
| 8    | 1932      | Offrande | Streicherquartett, Harfe und Orgel                   |                                                                   |
| 9    | 1931      | Venite exultemus Domino (Marche pontificale) | Orgel, drei Trompeten, drei Posaunen                 |                                                                   |
| 10   | 1929      | Offertoire pour Fêtes simples de la Sainte Vierge | Orgel                                                |                                                                   |
| 11   | 1926      | Six pièces brèves 1. Prélude 2. Pastorale 3. Intermezzo 4. Andante 5. Choral 6. Final | Orgel                                                |                                                                   |
| 11   | 1930      | Suite cyclique 1. Prélude 2. Fugue 3. Cantilène 4. Carillon | Orgel                                                |                                                                   |
| 13   | 1932      | Messe en Mi (e-Moll) 1. Kyrie 2. Gloria 3. Sanctus 4. Interlude de Grand Orgue pour l'Élevation 5. Benedictus 6. Agnus Dei                                                                                  | Chor, 2 Orgeln, 3 Trompeten und 3 Posaunen (ad lib.) |                                                                   |
| 13   | 1932      | Hymne à la très chère | Gesang und Klavier                                   |                                                                   |
| 14   | 1932      | Sur les balcons du ciel | Gesang und Klavier                                   |                                                                   |
| 15   | 1932      | Paraphrase du psaume 136 (An Wasserflüssen Babylons) 1. Tristesse des Hébreux captifs de Babylone 2. Lamentation au souvenir de Jérusalem 3. Babylone la Superbe 4. Les Hébreux maudissent leurs vainqueurs | Orgel                                                |                                                                   |
| 17   | 1934      | Ave Maria | Chor und Orgel                                       |                                                                   |
| 18   | 1930      | Scherzo de concert | Orgel                                                |                                                                   |
| 19   | 1937      | Offertoire sur deux noëls | Orgel                                                |                                                                   |
| 20   | 1938      | Stèle pour un artiste défunt | Orgel                                                | Im Gedenken an Louis Vierne, der 1937 verstorben ist.             |
| 21   | 1938      | Postlude de fête «Te Deum laudamus» | Orgel                                                |                                                                   |
| 25   | 1939      | Berceuse de Noël | Orgel                                                |                                                                   |
| 26   | 1940      | Genèse 1. La marche sous la malédiction 2. Les éléments et la vie 3. Mort d'Adam ; prière et mort d'Ève | Orgel                                                |                                                                   |
| 27   | 1940      | Panis angelicus | Chor und Orgel                                       |                                                                   |
| 28   | 1940      | Passacaille | Orgel                                                |                                                                   |
| 31   | 1940      | Choral-Prélude pour le temps de l'Avent | Orgel                                                |                                                                   |
| 32   | 1940      | Venez, divin Messie | Orgel                                                |                                                                   |
| 33   | 1945      | À la gloire de Saint Louis | Orgel                                                |                                                                   |
| 34   | 1944      | Le salut à la Vierge | Orgel                                                |                                                                   |
| 35   | 1942      | Pastorale | Orgel                                                |                                                                   |
| 36   | 1940      | Kyrie funèbre | Chor, 2 Orgeln und Bläser (ad lib.)                  |                                                                   |
| 37   | 1944      | Toccata de la Libération | Orgel                                                |                                                                   |
| 38   | 1945      | Toccata et fugue de la Résurrection | Orgel                                                |                                                                   |
|      | 1945      | Esquisse | Gesang und Klavier                                   | über ein Gedicht von Tristan Klingsor.                            |
| 39   | 1946–1948 | Symphonie Dominicale 1. Prélude 2. Aria 3. Fantaisie-Choral 4. Prière 5. Postlude | Orgel                                                |                                                                   |
| 40   | 1949      | Symphonie Mariale 1. Prélude 2. Salve Regina 3. Ave Regina 4. Alma Redemptoris 5. Postlude | Orgel                                                |                                                                   |
| 41   | 1950      | Cantique Spirituel | Orgel                                                |                                                                   |
| 42   | 1951      | Magnificat | Chor und 2 Orgeln                                    |                                                                   |
|      | 1952      | Espérance | Gesang und Klavier                                   |                                                                   |
|      |           | Salve Regina | Orgel                                                |                                                                   |
|      |           | Tantum ergo | Chor und Orgel                                       |                                                                   |
|      |           | In Memoriam, Paraphrase de l'Hymne national | Orgel und Bläser                                     |                                                                   |
|      |           | Six mélodies 1. Paris d'avril 2. Grisaille 3. Mariez-vous 4. Cimetière de Paris 5. L'heure du thé 6. Vampire                                                                                                | Gesang und Klavier                                   |                                                                   |
|      |           | L'enfant | Gesang und Klavier                                   |                                                                   |
|      |           | Midi | Gesang und Klavier                                   |                                                                   |
|      |           | Novembre | Gesang und Klavier                                   |                                                                   |
|      |           | Hiver | Gesang und Klavier                                   |                                                                   |
|      |           | Ivresse du Printemps | Gesang und Klavier                                   |                                                                   |